# بطولة تراث الولايات الغربية إن دبليو إيه
بطولة تراث الولايات الغربية إن دبليو إيه كان لقب مصارعة محترفة يتبع تحالف المصارعة الوطني في منظمات جيم كروكيت. كانت البطولة قصيرة العمر. لقد تم تتويج أول أبطالها في دورة أقيمت في اتحاد المصارعة العالمي في عام 1987، وتم الدفاع عنها في إن دبليو إيه حتى تم التخلي عنها في عام 1989. تم إنشاء الحزام كتقدير لبطولة الولايات الغربية للوزن الثقيل إن دبليو إيه ومقرها في في أماريلو بإقليم تكساس، مع حقيقة عدم الدفاع عنها هناك وأن معظم دفاعات اللقب حدثت في الساحل الشرقي للولايات المتحدة وفي أحسن الأحوال في الغرب الأوسط.
تم إنعاش بطولة الولايات الغربية للوزن الثقيل في عام 2015 من قبل إن دبليو إيه ومنظمة فينديتا برو ريسلينغ، حيث اُستخدم تصميم حزام مطابق للحزام المستخدم لبطولة تراث الولايات الغربية إن دبليو إيه،  مما دفع الكثيرين إلى الإشارة إليها باعتبارها «بطولة تراث الولايات الغربية إن دبليو إيه». يعترف اللقب أيضًا بجميع أبطال الولايات الغربية السابقين - بما في ذلك حاملو بطولة تراث الولايات الغربية.